# Чемпіонат світу з хокею із шайбою 2022 (дивізіон III, жінки)
Чемпіонат світу з хокею із шайбою 2022 (Дивізіон III) — чемпіонат світу з хокею із шайбою ІІХФ, який відбувся в двох групах, Група А провела матчі в Софії (Болгарія), а Група В в Белграді (Сербія).

## Група A
| Поз | Команда      | М | В | ВО | ПО | П | ГЗ | ГП | Різ | О | Підвищення або пониження |
| --- | ------------ | - | - | -- | -- | - | -- | -- | --- | - | ------------------------ |
| 1   | Бельгія      | 4 | 3 | 0  | 0  | 1 | 26 | 3  | +23 | 9 | Вихід до Дивізіону ІІ B  |
| 2   | Литва        | 4 | 3 | 0  | 0  | 1 | 14 | 15 | −1  | 9 |                          |
| 3   | Болгарія (H) | 4 | 0 | 0  | 0  | 4 | 5  | 27 | −22 | 0 |                          |
| –   | Румунія      | 0 | 0 | 0  | 0  | 0 | 0  | 0  | 0   | 0 | Відмова                  |
| –   | Україна      | 0 | 0 | 0  | 0  | 0 | 0  | 0  | 0   | 0 | Відмова                  |
| –   | Гонконг      | 0 | 0 | 0  | 0  | 0 | 0  | 0  | 0   | 0 | Відмова                  |

1. 1 2  Бельгія та Литва мають однакову кількість очок (3–3); різниця голів між собою: Бельгія +7, Литва –7.
2. ↑  Румунія відкликала свою команду 25 березня 2022 року через пандемію COVID-19.[1]
3. ↑  Україна відкликала свою команду через російське вторгнення в Україну.
4. ↑  Гонконг відкликав свою команду 3 березня 2022 року через пандемію COVID-19.[2]

Результати
| Дата      | Команда  | Рахунок | Команда  |
| --------- | -------- | ------- | -------- |
| 4.04.2022 | Бельгія  | 2 : 3   | Литва    |
| 5.04.2022 | Литва    | 8 : 3   | Болгарія |
| 6.04.2022 | Бельгія  | 8 : 0   | Болгарія |
| 7.04.2022 | Литва    | 0 : 8   | Бельгія  |
| 8.04.2022 | Болгарія | 2 : 3   | Литва    |
| 9.04.2022 | Болгарія | 0 : 8   | Бельгія  |

## Група B
| Поз | Команда              | М | В | ВО | ПО | П | ГЗ | ГП | Різ | О | Підвищення               |
| --- | -------------------- | - | - | -- | -- | - | -- | -- | --- | - | ------------------------ |
| 1   | Естонія              | 3 | 3 | 0  | 0  | 0 | 24 | 1  | +23 | 9 | Вихід до Дивізіону III A |
| 2   | Сербія (H)           | 3 | 2 | 0  | 0  | 1 | 11 | 5  | +6  | 6 |                          |
| 3   | Боснія і Герцеговина | 3 | 1 | 0  | 0  | 2 | 7  | 16 | −9  | 3 |                          |
| 4   | Ізраїль              | 3 | 0 | 0  | 0  | 3 | 1  | 21 | −20 | 0 |                          |
| –   | Іран                 | 0 | 0 | 0  | 0  | 0 | 0  | 0  | 0   | 0 | Відмова                  |

1. ↑  Іран мав взяти участь, але відмовився у вересні 2021 року, щоб уникнути зустрічі з Ізраїлем.[3][4]

Результати
| Дата       | Команда              | Рахунок | Команда              |
| ---------- | -------------------- | ------- | -------------------- |
| 22.03.2022 | Боснія і Герцеговина | 5 : 1   | Ізраїль              |
| 22.03.2022 | Естонія              | 4 : 0   | Сербія               |
| 23.03.2022 | Ізраїль              | 0 : 10  | Естонія              |
| 23.03.2022 | Боснія і Герцеговина | 1 : 5   | Сербія               |
| 25.03.2022 | Естонія              | 10 : 1  | Боснія і Герцеговина |
| 25.03.2022 | Сербія               | 6 : 0   | Ізраїль              |